# Daffy à Hollywood
Pour les articles homonymes, voir Daffy Duck in Hollywood.
Ne doit pas être confondu avec Hollywood Daffy.
Pour plus de détails, voir Fiche technique et Distribution.
Daffy à Hollywood (Daffy Duck in Hollywood) est un court métrage d'animation américain réalisé par Tex Avery, sorti en 1938.
Produit par Leon Schlesinger et distribué par Warner Bros. Cartoons, ce cartoon fait partie de la série Merrie Melodies.
Le montage inclut des images documentaires.

## Fiche technique
- Réalisation : Tex Avery
- Scénario : Dave Monahan
- Musique : Carl W. Stalling
- Montage et son : Treg Brown (non crédité)
- Société de production : Leon Schlesinger Studios
- Société de distribution : Warner Bros. Pictures
- Pays de production :  États-Unis
- Langue originale : anglais
- Format : couleur (Technicolor) - 1,37:1 - son mono
- Durée : 8 minutes
- Date de sortie : 
  - États-Unis : 12 décembre 1938

## Distribution

### Version originale
- Sara Berner : Katharine Hepburn Chick / Fat Lady (voix)
- Herman Bing : Von Hamburger (voix)
- Mel Blanc : Daffy Duck / I. M. Stupendous / le coq acteur / assistants réalisateurs (voix)

### Version française
- Patrick Guillemin : Daffy Duck